# Зграда у Штросмајеровој улици број 8 у Суботици
Зграда у Ул. Штросмајеровој бр. 8 у Суботици је подигнута 1827. године на месту гостионице из 18. века. Грађена је за Андраша Винклеа, као спратна грађевина-гостионица, са шест гостиских соба, трпезаријом и плесном двораном. Зграда представља споменик културе.

## Историјат и изглед
Обликована је са стилском обележјима барока и класицизма. Винкле је зграду 1837. године продао барону Јосипу Рудићу. Од педесетих година 19. века власник је Адолф Гајгер богати јеврејски трговац вуном и зеленаш, у више наврата председник Јеврејске верске општине.Године 1895. на објекту су извршене знатне интервенције, према пројекту суботичког архитекте Гезе Коцке, када је фасада декоративно обогађена у духу еклектике, и до данас је сачуван њен тадашњи изглед.
Поред ахитектонско-стилских вредности, споменик културе има и културно-историјски значај. Један је од првих сачуваних једноспратних објеката са почетка 19. века у градитељском наслеђу Суботице. Првобитно је подигнут као гостионица, са великом балском двораном, која је до подизања градског Позоришта 1854. године, служила као сала за одржавање позоришних представа путујућих трупа. Због те своје намене објекат је одиграо веома важну, пионирску улогу у развоју позоришне културе града.